# Jutta Blumenau-Niesel
Jutta Blumenau-Niesel (* 3. Februar 1937 in Berlin) ist eine deutsche Musikpädagogin, Vorsitzende der Blumenau-Gesellschaft, Präsidentin des Wirtschafts- und Wissenschaftszentrums Brasilien-Deutschland sowie Kuratoriumsmitglied der Deutsch-Brasilianischen Gesellschaft, die sich besondere Verdienste um die Beziehungen zwischen Deutschland und Brasilien erwarb und sich u. a. auf die Geschichte der deutschen Auswanderung nach Brasilien spezialisiert hat.

## Leben und Werk
Sie ist die Urenkeltochter des Gründers der nach ihm benannten Stadt Blumenau im Bundesstaat Santa Catarina in Brasilien, Hermann Blumenau (1819–1899).
Aufgewachsen in Berlin legte sie dort 1956 das Abitur ab und studierte Musik und Romanistik an der Hochschule für Musik und an der Freien Universität Berlin, ferner studierte sie auch Musikethnologie, Komposition und Rezitation.
1962 legte sie die Privatmusiklehrerprüfung und das erste Staatsexamen für das Höhere Lehramt ab. Das Zweite Staatsexamen für das Höhere Lehramt bestand sie 1964. Sie war als Studiendirektorin für Musik und Französisch an der Gottfried-Keller-Schule und Fachberaterin für Musik im Bezirk Berlin-Charlottenburg sowie Leiterin des dortigen Referats für Lehrerfortbildung tätig.
Bei dem seit 1964 in Deutschland ausgetragenen Musikwettbewerb Jugend musiziert war Jutta Blumenau-Niesel Jurorin und ebenfalls für den Bundeswettbewerb Jugend komponiert.
1987 war sie maßgeblich an der Programmgestaltung zur 750-Jahr-Feier von Berlin beteiligt. In diesem Zusammenhang komponierte sie eine Fanfare als musikalisches Leitmotiv für Charlottenburg als historisches Zentrum der Geschichte Preußens. 1994 trat sie in den Ruhestand.
Jutta Blumenau-Niesel ist Präsidentin des 2000 eröffneten Wirtschafts- und Wissenschaftszentrums Brasilien-Deutschland e. V. (WWZ, Centro Empresarial e Centífico Brasil-Alemanha), Vorsitzende der 1992 in Hasselfelde gegründeten Blumenau-Gesellschaft e. V. und Kuratoriumsmitglied der Deutsch-Brasilianischen Gesellschaft e. V. Das seit 2002 in Hasselfelde bestehende Blumenau-Museum unterstützte sie durch zahlreiche Exponate wie Bilder und Schriftstücke.
Sie war verheiratet mit dem Historiker Hans-Joachim Niesel (1938–2025).

## Ehrungen
- Ehrenbürgerin von Blumenau (Brasilien)
- 2019 Ehrenurkunde des Parlaments des Bundesstaates Santa Catarina in Brasilien aufgrund ihrer Verdienste um die Beziehungen zwischen Deutschland und Brasilien anlässlich der Feier des 200. Geburtstages ihres Urgroßvaters Hermann Blumenau[4]